# Åsmund Kåresson
Åsmund Kåresson (fl. XI secolo) fu un maestro runico che operò nella prima metà dell'XI secolo nell'Uppland, in Svezia. Nelle sue opere usò lo stile di Urnes.
Circa 20 pietre runiche sono segnate da lui e altre 30 gli sono state attribuite. Le decorazioni sono caratterizzate da fermezza e sicurezza. Åsmund fu l'inventore dello stile classico dell'Uppland. In questo stile uno o due animali (rundjur) mostrano le loro teste di profilo.
Una pietra trovata nell'isola di Lidingö, segnata nel Rundata come Uppland Runic Inscription Fv1986 84, è firmata da Åsmund e dedicata a suo nonno.
Alcuni storici hanno identificato Åsmund con il sacerdote inglese Osmundus che divenne vescovo alla corte di Emund di Svezia, anche se non ci sono prove sufficienti a provare questo.

## Galleria d'immagini

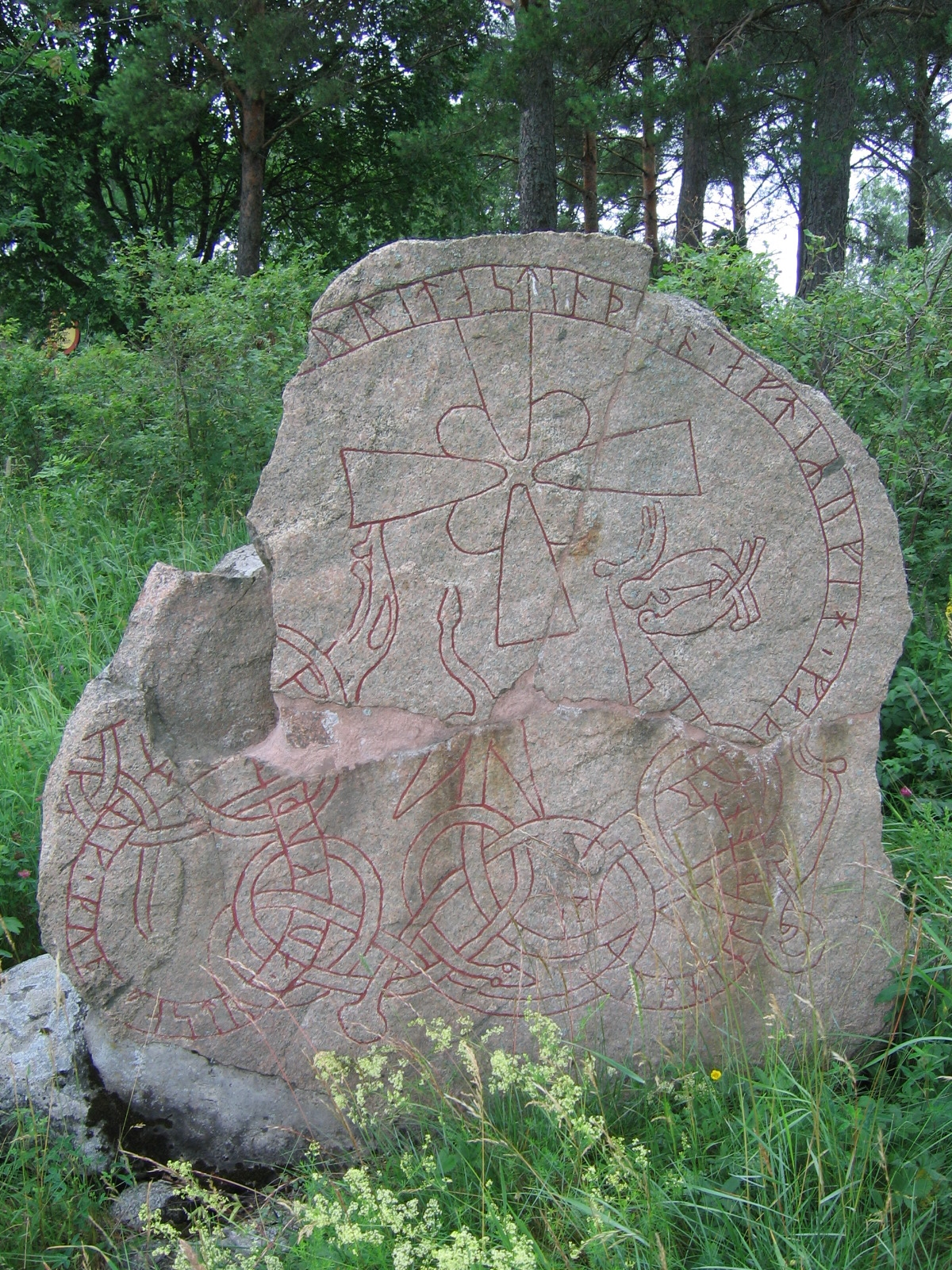
U 1043, una pietra con una scena d'amore attribuita a Åsmund.
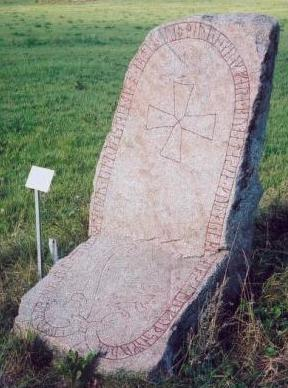
U 956, una pietra a Vedyxa firmata da Åsmund.
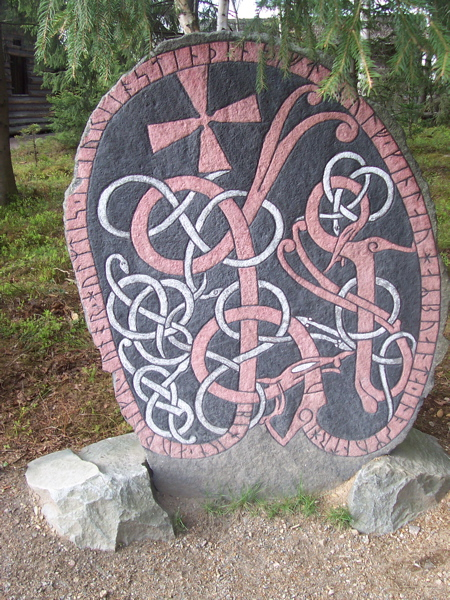
U 871, a Skansen
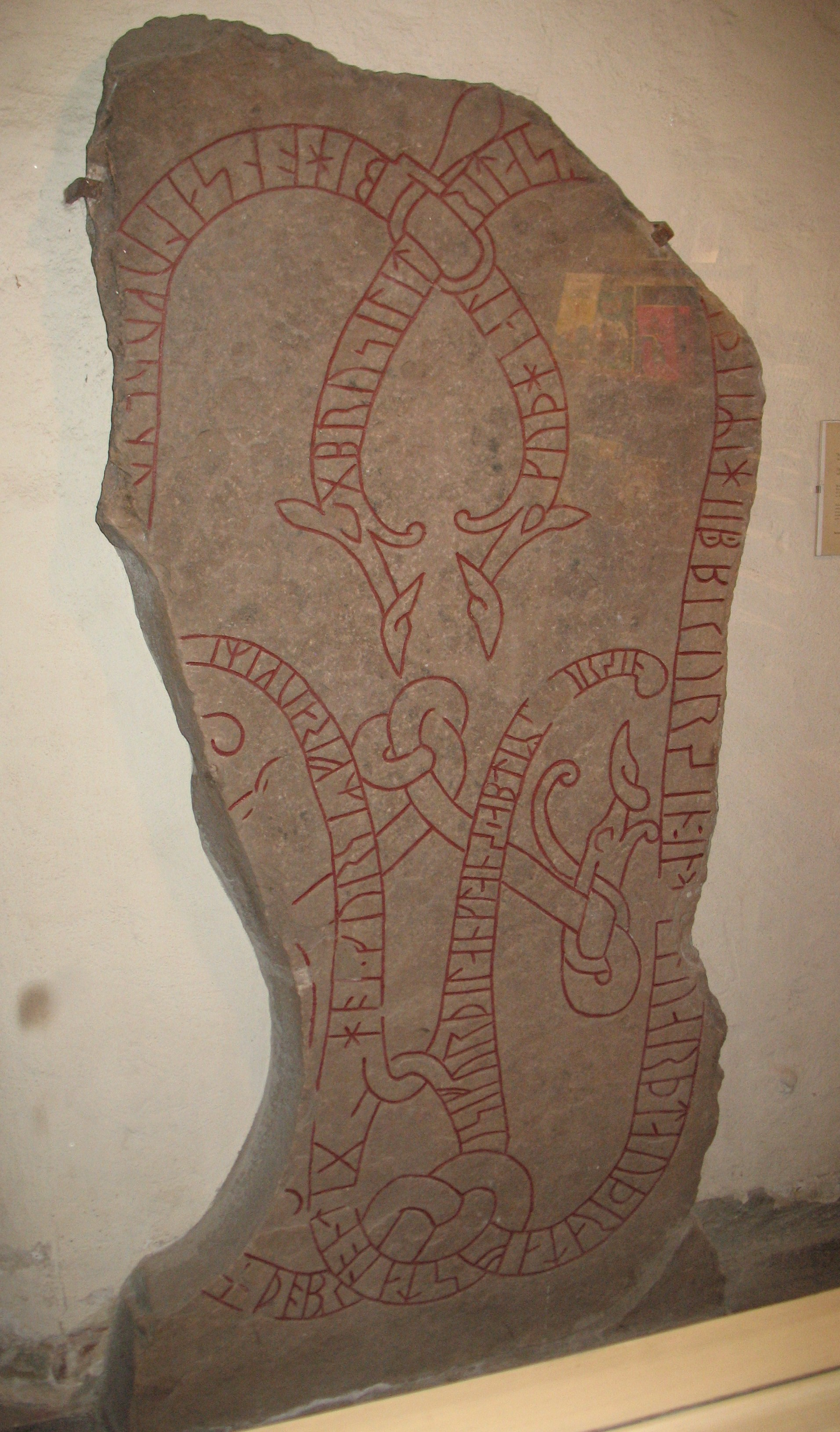
Gs 13, a Gävle